# العهد
العهد، وب‌سایت خبری مستقر در بیروت، متعلق به حزب‌الله لبنان است که به زبان‌های عربی، انگلیسی، فرانسوی و اسپانیایی فعالیت می‌کند.